# Tucetona sibogae
Tucetona sibogae is een tweekleppigensoort uit de familie van de Glycymerididae. De wetenschappelijke naam van de soort is voor het eerst geldig gepubliceerd in 1982 door Matsukuma.